# ГЕС Немфорсен
ГЕС Немфорсен — гідроелектростанція у центральній частині Швеції. Розташована між ГЕС Ласеле (вище за течією) та ГЕС Муфорсен, входить до складу каскаду на річці Онгерманельвен, яка впадає в Ботнічну затоку Балтійського моря за півтори сотні кілометрів на південний захід від Умео. Також можна відзначити, що у сховище станції Немфорсен впадає справа річка Ф'єлльшеельвен, при цьому ресурс з останньої в основному потрапляє до водойми повз природне русло, з використанням відвідного тунелю ГЕС Кілфорсен.
Для роботи станції річку перекрили бетонною гравітаційною греблею висотою 10 метрів з трьома водопропускними шлюзами. Інтегрований у неї машинний зал в 1946 році обладнали двома турбінами типу Каплан потужністю по 45 МВт, до яких у 1973-му додали третю з доведенням загальної потужності станції до 115 МВт. Гідроагрегати працюють з напором 22 метри, що забезпечувало виробництво приблизно 0,5 млрд кВт-год електроенергії на рік.
На ГЕС Немфорсен реалізовано поширений у скандинавських країнах тип деривації — до повернення у річку відпрацьована вода прямує по відвідному тунелю довжиною 450 метрів та перетином 130 м2, що допомагає створити необхідний напір.